# Chameleon (Mortal Kombat)
Chameleon es un personaje ficticio de la serie de juegos de lucha Mortal Kombat. Chameleon apareció sólo en las versiones de Mortal Kombat Trilogy para PlayStation, Sega Saturn y PC. En la versión para Nintendo 64, él es sustituido por Khameleon, una versión femenina del personaje.

## Biografía ficticia
Hay poca información sobre Chameleon. Tiene el aspecto de un ninja masculino con la transparencia parcial de su cuerpo, sin historia al finalizar el juego con él. Todo lo qué es sabido de él es recogido en la opción oculta del juego. Se llama a sí mismo "uno de los guerreros asesinos de Shao Kahn".
Está disponible para ser jugable, pero solo para ser seleccionado junto a otro de los siete ninjas del juego: Rain, Ermac, Noob Saibot, Sub-Zero, Scorpion, Smoke y Reptile y sosteniendo una cierta combinación de botones. 
Chameleon cambia entre siete ninjas al azar. Cuando gana, Chameleon destellará siete colores rápidamente durante su postura de victoria. En Mortal Kombat: Armageddon, su traje cambia de color y su piel se vuelve totalmente transparente.

## Apariciones en los juegos

### Mortal Kombat Trilogy
Es un personaje secreto, que usa una imagen poco nítida de los siete ninjas del juego.

#### Movimientos especiales
Sus movimientos especiales dependerán son copias de los movimientos del ninja cuyo color de traje Chameleon adopte; azul para Sub-Zero, amarillo para Scorpion, verde para Reptile, plateado para Smoke, rojo para Ermac, violeta para Rain y negro para Noob Saibot.

#### Fatality
Sus remates también se copiarán del ninja cuyo color de traje Chameleon esté usando.

### Mortal Kombat Armageddon
En esta entrega, Chameleon es un personaje completamente nuevo e independiente. Su traje cambia de color durante los combates y su piel es completamente transparente. Tiene habilidades de otros ninjas y utiliza una espada para pelear.

#### Movimientos especiales
- Onda verde: Chameleon lanza una bola de fuego verde a su openente. Este movimiento es tomado de Ermac.
- Relámpago de lagarto: Chameleon levanta sus brazos e invoca un relámpago azul hacia su oponente. Este movimiento es tomado de Rain.
- Serpiente veloz: Chameleon corre rápidamente en dirección hacia su oponente, colocándose detrás de él y propinándole un fuerte codazo. Este movimiento es tomado de Reptile.
- Patada etérea: Chameleon desparece hacia atrás cubierto en llamas y aparece detrás de su oponente, dándole una patada.Este movimiento fue tomado de Scorpion.
- Carga congelante: Chameleon embiste a su oponente con su hombro, dejando un rastro de hielo detrás de él. Este movimiento es tomado de Sub-Zero.

#### Final
Mientras la batalla se desarrollaba, Chameleon se camufló y corrió hacia la cima de la pirámide sin ser visto.  Allí derrotó a Blaze, y obtuvo el poder etéreo.  ¡La inmortalidad era ahora suya! A pesar de que había estado siempre presente durante las crisis de los Reinos, desde la primera victoria de Liu Kang hasta el regreso del Rey Dragón, se había mantenido oculto a la vista, esperando que llegara el momento.  Ese momento había llegado.  ¡A partir de este día, los Reinos conocerán a Chameleon como el verdadero campeón de Mortal Kombat!